# 1983-as wimbledoni teniszbajnokság
Az 1983-as wimbledoni teniszbajnokság az év harmadik Grand Slam-tornája, a wimbledoni teniszbajnokság 97. kiadása volt, amelyet június 20–július 3. között rendeztek meg. A férfiaknál John McEnroe, nőknél Martina Navratilova nyert.

## Döntők

### Férfi egyes
John McEnroe -  Chris Lewis 6-2 6-2 6-2

### Női egyes
Martina Navratilova -  Andrea Jaeger, 6-0, 6-3

### Férfi páros
Peter Fleming /  John McEnroe -  Tim Gullikson /  Tom Gullikson, 6-4, 6-3, 6-4

### Női páros
Martina Navratilova /  Pam Shriver -  Rosie Casals /  Wendy Turnbull, 6-2, 6-2

### Vegyes páros
John Lloyd /  Wendy Turnbull -  Steve Denton /  Billie Jean King, 6-7(5), 7-6(5), 7-5

## Juniors

### Fiú egyéni
Stefan Edberg –  John Frawley 6–3, 7–6(5)

### Lány egyéni
Pascale Paradis –  Patricia Hy 6–2, 6–1

### Fiú páros
Mark Kratzmann /  Simon Youl –  Mihnea-Ion Năstase /  Olli Rahnasto 6–4, 6–4

### Lány páros
Patty Fendick /  Patricia Hy –  Carin Anderholm /  Helena Olsson 6–1, 7–5